# 比尔西 (塞纳-马恩省)
比尔西（法語：Burcy，法語發音：[byʁsi] ⓘ）是法国塞纳-马恩省的一个市镇，属于枫丹白露区。

## 地理
比尔西（48°14'21"N, 2°31'19"E）面积7.03 平方千米，位于法国法蘭西島大區塞纳-马恩省，该省份为法国北部内陆省份，北起瓦兹省，西接埃松省、马恩河谷省、塞纳-圣但尼省和瓦兹河谷省，南至卢瓦雷省，东南接约讷省，东临马恩省和奥布省，东北接埃纳省。
与比尔西接壤的市镇（或旧市镇、城区）包括：奥布松维尔、布罗梅耶、代斯蒙特、弗罗蒙、加朗特勒维尔、盖尔舍维尔、伊希。

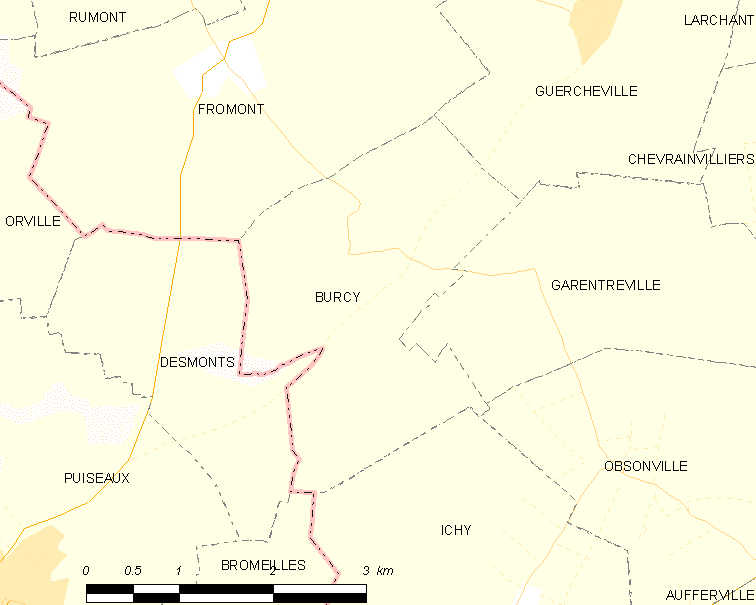
的OSM定位图

比尔西的时区为UTC+01:00、UTC+02:00（夏令时）。

## 行政
比尔西的邮政编码为77760，INSEE市镇编码为77056。

## 政治
比尔西所属的省级选区为枫丹白露县。

## 人口

1962-2008年间人口变化图示

比尔西于2022年1月1日时的人口数量为148人。